# 가이 서배스천
가이 시어도어 서배스천(Guy Theodore Sebastian, 1981년 10월 26일 ~ )은 오스트레일리아의 싱어송라이터이다. 2003년 《오스트레일리안 아이돌》의 우승자이며 유로비전 송 콘테스트 2015에서 오스트레일리아 대표로 참가했다.